# Rue Viollet-le-Duc
Rue Viollet-le-Duc är en gata i Paris 9:e arrondissement. Gatan, som är belägen i kvarteret Rochechouart, är uppkallad efter den franske arkitekten Eugène Viollet-le-Duc (1814–1879). 
Rue Viollet-le-Duc börjar vid Rue Lallier 1 och slutar vid Boulevard de Rochechouart 57. Bland de närbelägna sevärdheterna återfinns kyrkan Sacré-Cœur.

## Omgivningar
- Sacré-Cœur
- Saint-Pierre de Montmartre
- Saint-Jean de Montmartre
- Square Louise Michel
- Square d'Anvers
- Place Pigalle
- Le mur des je t'aime

## Kommunikationer
- Tunnelbana – linje  – Anvers
- Tunnelbana – linje  – Pigalle

### Webbkällor
- ”Rue Viollet-le-Duc”. Mairie de Paris. http://www.v2asp.paris.fr/commun/v2asp/v2/nomenclature_voies/Voieactu/9844.nom.htm. Läst 23 februari 2017.